# Callocephalon fimbriatum
La cacatúa gang-gang (Callocephalon fimbriatum) es una especie de ave psitaciforme de la familia de las cacatúas que vive en los bosques del extremo suroriental de Australia y es la única especie del género monotípico Callocephalon. Es el emblema faunístico del Territorio de la Capital Australiana. No tiene subespecies reconocidas.
El nombre gang-gang (que probablemente sea un nombre onomatopéyico) proviene de una lengua aborigen de Nueva Gales del Sur, probablemente de una de las lenguas costeras, aunque posiblemente de Wiradjuri.

## Descripción
La cacatúa gang-gang es un ave gris con un marcado dimorfismo sexual, ya que la cabeza y la cresta son de color rojo brillante en los machos, pero de color gris oscuro en las hembras. Los bordes de las plumas en las partes inferiores tienen bordes de color amarillo o rosa. Los bordes de las plumas en la parte superior son de un gris ligeramente más pálido que el resto de la pluma, lo que hace que el ave se vea algo barrada. Los machos jóvenes se pueden distinguir por sus coronas más brillantes y crestas más cortas, pero por lo demás se parecen a la hembra adulta. Las aves no se confunden fácilmente con otras cacatúas, pero mientras vuelan pueden parecerse a la cacatúa Galah. Las gang-gangs son aves muy sociales, pero no demasiado ruidosas.

## Distribución
Es endémica de las regiones costeras del sureste de Australia. Solían habitar la Isla King en las afueras de Tasmania, pero desde entonces se han extinguido localmente. Son una especie introducida en la Isla Canguro. La cacatúa prefiere los bosques y los bosques en las montañas con sotobosques densos de arbustos. Las aves migran distancias cortas durante el invierno hacia hábitats más abiertos. Deben migrar de regreso a bosques más densos para reproducirse, ya que necesitan árboles altos para construir nidos.

## Comportamiento y reproducción
Viven de 50 a 70 años. A diferencia de la mayoría de las otras cacatúas, las gang-gangs anidan en árboles jóvenes y sólidos, las hembras usan sus fuertes picos para excavar cavidades de anidación. Además, se reproducen en el dosel de la mayoría de los árboles. Al igual que otros loros, son monógamas.

## Amenazas y conservación
De acuerdo con la Lista Roja de la UICN, la cacatúa gang-gang está catalogada como especie vulnerable, ya que la tendencia en la población de esta especie va decreciendo debido a la deforestación, incendios forestales y la captura de cacatúas para su comercio ilegal como mascotas.